# FC Skanderborg
FC Skanderborg er en fodboldklub i Skanderborg, som blev etableret den 1. januar 2006 ved en fusion mellem fodboldafdelingerne i byens to hidtidige idrætsforeninger med fodbold på programmet, HI Skanderborg og Skanderborg Boldklub af 1898. Forud for fusionen havde der siden 2001 eksisteret et stadigt tættere samarbejde mellem de to klubber, og i november 2005 blev beslutningen om en sammenlægning af afdelingerne truffet.